# Legolas
Legolas, dat in het Elfs Groenblad betekent, is een personage uit de fictieve wereld Midden-aarde van J.R.R. Tolkien. Hij speelt een belangrijke rol in In de Ban van de Ring. Hij is een zoon van Thranduil, de koning van het Demsterwold (in het Engels: Mirkwood). Van afstamming is hij een Sinda, hoewel het elfenvolk in het Demsterwold grotendeels bestaat uit Boselfen. Hij is een geoefend boogschutter en kan ook goed overweg met zijn twee messen die hij aan zijn riem heeft hangen.

## Raad van Elrond
Legolas is aanwezig bij de Raad van Elrond in Rivendel. Deze raad vergadert over wat er met de Ene Ring moet gebeuren. Deze is door Frodo Balings naar Rivendel gebracht, maar kan er niet blijven, omdat Sauron hem onafgebroken zoekt en Rivendel niet tegen hem zal kunnen standhouden. Legolas is naar Rivendel gekomen om te berichten dat Gollem uit de gevangenschap in het Demsterwold ontsnapt is. Gollem heeft gevaarlijke kennis over de Ring en blijkt die aan Sauron te hebben verteld.
Als besloten wordt dat de Ring in Orodruin, de Doemberg, gegooid en dus naar Mordor gebracht moet worden, neemt Frodo deze taak op zich en wordt er een Reisgenootschap van de Ring opgericht om hem te vergezellen en te helpen. Legolas vertegenwoordigt de elfen in het Reisgenootschap. Kort na de Raad van Elrond vertrekt hij met de anderen uit Rivendel op weg naar Mordor.

## Reisgenoot
Legolas is een waardevolle reisgenoot vanwege zijn uitstekende ogen en zijn buitengewone vaardigheid met de boog. Tot ieders verbazing raakt hij bevriend met Gimli, de dwerg in het gezelschap, alhoewel elfen en dwergen elkaar normaal gesproken niet mogen. Verder bestaat het Reisgenootschap uit: Frodo, Sam, Boromir, Gandalf, Aragorn, Merry en Pippin. 
Het Reisgenootschap verliest Gandalf in de mijnen van Moria en valt uiteen bij de Watervallen van Rauros. Frodo en Sam reizen verder naar Mordor, Boromir wordt gedood door Uruk-Hai en Merijn en Pepijn worden door de Uruk-Hai meegevoerd. Aragorn, Gimli en Legolas besluiten dat ze Frodo en Sam niet kunnen helpen en achtervolgen de Uruk-Hai. Na een lange en uitputtende voettocht komen ze bij de rand van het woud Fangorn, waar blijkt dat de Uruk-hai gedood zijn door Rohirrim waarvan Éomer neef van Théoden, koning van Rohan, de leider is, en Merijn en Pepijn het bos in gevlucht zijn. Van de Rohirrim krijgt Legolas dan het paard Arod om daarop te rijden.

## De Oorlog om de Ring
Aragorn, Gimli en Legolas ontmoeten de herrezen Gandalf in Fangorn en vechten in de Slag om de Hoornburg, waar Legolas en Gimli een wedstrijd houden over het aantal gedode orks. Gimli wint met 43 tegen 42. Nadat Saruman verslagen is, neemt Aragorn de Paden der doden om een leger geesten op te roepen in de strijd tegen Sauron. Legolas en Gimli, alsmede Elladan en Elrohir, de zonen van Elrond, en dertig Dolers, vergezellen Aragorn en het schimmenleger. Het leger overwint de Kapers bij Pelargir, waarna het ontbonden wordt. De overigen, aangevuld met mannen van Gondor en bevrijde slaven van de Kapers, gebruiken de schepen om snel naar de slag op de Velden van Pelennor te gaan, waar de legers van Sauron verslagen worden.
Legolas behoort vervolgens tot het leger van enkele duizenden dat een schijnbaar kansloze aanval pleegt op Mordor, om de aandacht van Sauron af te leiden van de queeste van Frodo. Tijdens de gevechten wordt de Ring in het vuur van de Doemberg vernietigd en is Sauron definitief verslagen.

## Ithiliën en Valinor
Na afloop van de Oorlog om de Ring vertrekken vele elfen uit Midden-aarde over zee naar Valinor en ook Legolas voelt het verlangen naar de Onsterfelijke Landen zodra hij de zee gezien heeft en de roep van meeuwen gehoord heeft bij Pelargir. Na de Oorlog om de Ring vestigt Legolas zich met een aantal Boselfen uit het Demsterwold in Ithilien dat hem toegewezen is door koning Aragorn. Daar herstelt hij de door oorlog vernietigde bossen en vestigt hij een Elfenkolonie waarvan hij de vorst wordt. Na de dood van Aragorn in het jaar 120 van de Vierde Era vertrekt Legolas met andere Grijze Elfen en met zijn goede vriend Gimli in een door hem gebouwd grijs schip naar Valinor.

## Film
In Peter Jacksons verfilming van The Lord of the Rings wordt de rol van Legolas gespeeld door Orlando Bloom.
Aragorn · Boromir · Frodo · Gandalf · Gimli · Legolas · Merijn · Pepijn · Sam